# Timothy Patrick Murphy
Timothy Patrick Murphy (Hartford, 1959. november 3. – Sherman Oaks, Los Angeles, Kalifornia, 1988. december 6.) amerikai színész.

## Élete és pályafutása
Murphy számos színházban és reklámfilmekben kezdte színészi pályafutását, majd számos filmben és televíziós sorozatban szerepelt. Az egyik legismertebb alakítása a Dallas című sorozatban volt, melyben 1982 és 1983 között 27 részen keresztül alakította Mickey Trottert. Nyíltan vállalta homoszexualitását. Egyszer azt állította, Brad Davis biszexuális, és szexuális kapcsolatban áll vele. Davis, Timothy Patrick Murphyhez hasonlóan, szintén az AIDS áldozata lett.

## Halála
A HIV-fertőzött Murphy AIDS-ben halt meg, 1988. december 6-án, 29 évesen Sherman Oaks-ban érte a halál. A Los Angeles-i Hollywood Hills-i Temetőben helyezték végső nyugalomra.
Murphy öccse, Patrick Sean Murphy, a 2001. szeptember 11-ei terrortámadásokban vesztette életét, mikor a World Trade Center épületében tartózkodott a merénylet idején.

## Filmszerepei
| Év      | Cím                                  | Szerep                     | Megjegyzés                             |
| ------- | ------------------------------------ | -------------------------- | -------------------------------------- |
| 1978    | The Paper Chase                      | Michael Burch              | Rész: "Nancy"                          |
| 1978    | entennial                            | Christian Zendt            | Rész: "The Longhorns"                  |
| 1979    | The Seekers                          | Jarod Kent                 | 2 részben                              |
| 1979-85 | Szerelemhajó (The Love Boat)         | Terry Gibson               | 5 részben                              |
| 1980–81 | Search for Tomorrow                  | Spencer Langley            | 1980. június 23-i részben              |
| 1980    | A Time for Miracles                  | Will                       | TV-film                                |
| 1981    | Bushido kardja (The Bushido Blade)   | Robin Burr tengerész kadét | első mozifilmje                        |
| 1982    | CHiPs                                | Alex                       | Rész: "In the Best of Families"        |
| 1982    | Teachers Only                        | Jeremy                     | Rész: "Quote, Unquote"                 |
| 1982    | Quincy, M.E.                         | Nick Stadler               | Rész: "The Mourning After"             |
| 1982–83 | Dallas                               | Mickey Trotter             | 27 részben                             |
| 1984    | Sam's Son                            | Gene Orowitz               |                                        |
| 1984    | Gyilkos ösztön (With Intent to Kill) | Drew Lanscott              | TV-film                                |
| 1984    | Hotel                                | Andy / Kevin Walker        | Részek: "Tomorrows" / "Final Chapters" |
| 1984–85 | Glitter                              | Chip Craddock              | 14 részben                             |
| 1986    | Hunter                               | Jeffery Wyatt              | Rész: "True Confessions"               |
| 1988    | Doin' Time on Planet Earth           | Jeff Richmond              | Utolsó filmje                          |

## Fordítás
- Ez a szócikk részben vagy egészben  a   Timothy Patrick Murphy című angol Wikipédia-szócikk fordításán alapul.  Az eredeti cikk szerkesztőit annak laptörténete sorolja fel. Ez a jelzés csupán a megfogalmazás eredetét és a szerzői jogokat jelzi, nem szolgál a cikkben szereplő információk forrásmegjelöléseként.